# Noodtorthopsyllus petkovskii
Noodtorthopsyllus petkovskii is een eenoogkreeftjessoort uit de familie van de Cristacoxidae. De wetenschappelijke naam van de soort is voor het eerst geldig gepubliceerd in 1990 door Huys.